# Death (canção)
"Death" é uma canção gravada pela cantora e compositora estadunidense Melanie Martinez, presente em seu terceiro álbum de estúdio, Portals. A faixa foi lançada como o primeiro single do álbum em 17 de março de 2023, através da Atlantic Records. É sua primeira música nas paradas da Billboard Hot 100 desde 2012, chegando ao número noventa e cinco.

## Antecedentes
Depois de um hiato de dois anos para a música após o seu último lançamento, o extended play After School (2020), Martinez começou a arquivar todas as suas postagens em sua conta no Instagram. A cantora também lançou um trecho de doze segundos sem nenhuma capa, no Spotify.
Nas suas redes sociais, Martinez lançou alguns teasers misteriosos, cada um contendo um pequeno trecho das faixas do álbum. Alguns desses teasers como uma lápide em formato de um cogumelo gigante em um floresta, com o nome "RIP Cry Baby" esculpido; um embrião em formato de uma criatura rosa de dois olhos; e um ovo gigante com um feto querendo sair, são alguns divulgados. Com o anúncio do álbum, "Death", a primeira faixa, foi lançada posteriormente em 17 de março de 2023 como o primeiro single de divulgação.

## Vídeo musical
O vídeo começa com cinco dançarinos mascarados olhando para o túmulo de Cry Baby, onde colocam plantas e jogam terra para cobrir o corpo. O corpo de Cry Baby está no túmulo com uma ferida aberta no coração. Uma versão de Martinez com a pele rosa, olhos múltiplos e asas de fada então aparece do coração de Cry Baby e se eleva à superfície. Ao longo do vídeo, a câmera corta para os dançarinos em uma ilha com o túmulo de Cry Baby, e esta versão de Martinez de cabelo azul cantando ou em um arco fazendo truques com os dançarinos, ainda se elevando. Ela então apunhala o cadáver de Cry Baby com nove espadas. Perto do final, a elevação de Martinez rasga um cordão conectando seu alter ego, Cry Baby, tentando escapar do túmulo. Enquanto os dançarinos terminam de enterrar Cry Baby, Martinez salta do chão e o vídeo termina.

## Histórico de lançamento
| Região | Data de lançamento  | Formato                    | Gravadora        |
| ------ | ------------------- | -------------------------- | ---------------- |
| Várias | 17 de março de 2023 | Download digital streaming | Atlantic Records |